# Дискоболия (стадион)
Стадион «Дискоболия» — многофункциональное спортивное сооружение в городе Гродзиск-Велькопольский, Польша. Стадион в основном используется для проведения футбольных матчей и является домашней ареной для команды «Дискоболия» (англ. Dyskobolia Grodzisk Wielkopolski). Стадион был построен в 1925 году и вмещает 6000 человек.

## Международные матчи

### Матчи национальной сборной
| Статус матча      | Дата           | Соперник сборной Польши | Посещаемость | Итог      | Голы за сборную Польши |
| ----------------- | -------------- | ----------------------- | ------------ | --------- | ---------------------- |
| Товарищеский матч | 9 февраля 2005 | Беларусь                | 3,5 тыс.     | 1:3 (0:1) | Мацей Журавский        |

### Игры команды «Дискоболия»
| Сезон   | Соревнование    | Раунд                |                        | Клуб            | Счет     |
| ------- | --------------- | -------------------- | ---------------------- | --------------- | -------- |
| 2001    | Кубок Интертото | 1 раунд              | Флаг Болгарии          | Спартак (Варна) | 1:0, 0:4 |
| 2003/04 | Кубок УЕФА      | квалификация         | Флаг Литвы (1989—2004) | Атлантас        | 2:0, 4:1 |
|         |                 | 1 раунд              | Флаг Германии          | Герта           | 0:0, 1:0 |
|         |                 | 2 раунд              | Флаг Англии            | Манчестер Сити  | 1:1, 0:0 |
|         |                 | 3 раунд              | Флаг Франции           | Бордо           | 0:1, 1:4 |
| 2005/06 | Кубок УЕФА      | 2 раунд квалификации | Флаг Словакии          | Дукла           | 4:1, 0:0 |
|         |                 | 1 раунд              | Флаг Франции           | Ланс            | 1:1, 2:4 |
| 2007/08 | Кубок УЕФА      | 1 раунд квалификации | Флаг Азербайджана      | МКТ-Араз        | 0:0, 1:0 |
|         |                 | 2 раунд квалификации | Флаг Казахстана        | Тобол           | 1:0, 2:0 |
|         |                 | 1 раунд              | Флаг Сербии            | Црвена Звезда   | 0:1, 0:1 |